# Abralia steindachneri
Abralia steindachneri är en bläckfiskart som beskrevs av Weindl 1912. Abralia steindachneri ingår i släktet Abralia och familjen Enoploteuthidae. Inga underarter finns listade i Catalogue of Life.